# 이경섭 (1961년)
이경섭(李慶燮, 1961년 3월 8일 ~ )은 대한민국의 제4대 경상북도 안동시의원이다.

## 학력
- 오룡초등학교 (폐교) 23회 졸업
- 경안중학교 13회 졸업
- 안동공업고등학교 4회 졸업
- 안동과학대학교 경호경찰과 졸업

## 경력
- 안동시 농업경영만연합회 와룡면회 임원
- 와룡면 축구조기회 회장
- 안동시 농업경영인연합회 사무국장
- 와룡면 농협 대의원
- 안동한우발전동우회 사무팀장
- 와룡중학교 운영위원장
- 와룡면 체육회 경기부 임원
- 안동시 농업경영인협회 대외협력 부회장
- 와룡면 청년회원
- 안동시 지체장애인후원회 이사
- 한나라당 경북도당 안동시 지구당 청년위원
- 한나라당 경북도당 안동시 당원협의회 운영위원
- 2002.07 ~ 2006.06 제4대 경상북도 안동시의회 의원
- 2002.07 ~ 2004.07 제4대 경상북도 안동시의회 전반기 총무위원회 위원
- 2002.07 ~ 2004.07 제4대 경상북도 안동시의회 전반기 예산결산특별위원회 위원
- 2004.07 ~ 2006.06 제4대 경상북도 안동시의회 후반기 의회운영위원회 위원
- 2004.07 ~ 2006.06 제4대 경상북도 안동시의회 후반기 산업건설위원회 간사
- 2004.07 ~ 2006.06 제4대 경상북도 안동시의회 후반기 예산결산특별위원회 위원
- 2004.11 ~ 2004.11 제4대 경상북도 안동시의회 임하댐 탁수대책·성덕댐반대특별위원회 간사
- 제4대 경상북도 안동시의회 예산결산감사위원회 대표위원
- 안동대학교 농업개발원 제2기 지역운영위원
- 안동시 농업경영인회 부회장
- IOV 안동총회 추진위원회 위원
- 와룡초등학교 지역운영위원
- 안동시 주민투표청구심의위원회 위원
- 안동시 자원봉사센타 이사
- 내수면 어업조정협의회 위원
- 안동 79연합회 회장
- 속깊은고구마 연합회장
- 안동시 발전협의회 간사
- 경북하이텍고등학교 총동창회 회장
- 한국농업경영인회 안동 부회장
- 더불어민주당 전국농어민위원회 부위원장
- 더불어민주당 경북도당 소상공인특별위원회 위원장
- 더불어민주당 경북도당 도시재생전략계획특별위원회 위원장

## 역대 선거 결과
|  | 50.26% |

|  | 16.21% |

|  | 19.37% |

|  | 35.13% |

|  | 24.04% |